# Barretos
Barretos, oficialmente Estância Turística de Barretos, é um município brasileiro do estado de São Paulo, na Mesorregião de Ribeirão Preto. Localiza-se a uma latitude 20°33'26" Sul e a uma longitude 48°34'04" Oeste, estando a uma altitude média de 530 metros. Sua população, no Censo de 2022, era de 122.485 habitantes, em uma área de 1.566,1 km². O município é formado pela sede e pelos distritos de Alberto Moreira e Ibitu.
A cidade é internacionalmente conhecida pelo maior festival de música sertaneja do país: a Festa do Peão de Boiadeiro de Barretos, considerada como o maior festival de rodeio da América Latina e que atrai competidores de todo o mundo e milhares de turistas anualmente. Seu Hospital de Amor também é referência internacional em tratamento oncológico.

## Estância turística
A Assembleia Legislativa do Estado de São Paulo concedeu a Barretos, em 16 de maio de 2017, o título de "município de interesse turístico". Em 1° de dezembro de 2021, o município recebe o título de Estância Turística.

## História
Os primeiros habitantes da região de Barretos eram os indígenas caiapós, que provavelmente foram dizimados por terem sido capturados e escravizados pelos bandeirantes. A partir do século XVIII, migraram para a área os índios caingangues, apelidados pelos portugueses de "coroados". No final daquele século, praticamente já não existiam indígenas na região.
A primeira penetração no território barretense ocorreu no século XVII, com bandeirantes que procuravam pedras preciosas e indígenas para escravizar. No século XVIII, a região onde hoje está Barretos era simplesmente um ponto de parada na rota entre São Paulo e as minas de ouro de Goiás.
A colonização do Nordeste Paulista se iniciou com a chegada de migrantes vindos de Minas Gerais, que deixaram o seu território devido ao fim do ciclo do ouro e criaram fazendas nessa parte do Estado de São Paulo. Esses colonos alcançaram a região seguindo o curso dos rios Grande e Pardo em jangadas improvisadas. Os mineiros chegaram primeiro à região de Franca e Batatais, isso na última década do século XVIII e início do século XIX, e começaram a chegar a Barretos entre o final da década de 1820 e o início da década de 1830.
Quem iniciou o povoamento da área conhecida como “Sertão de São Bento de Araraquara”, banhada pela parte baixa do Rio Pardo, a jusante da confluência do Rio Mojiguaçu, foram dois afamados desbravadores mineiros, o alferes João José de Carvalho e seu cunhado, tenente Antônio Francisco Diniz Junqueira, vindos de Caldas e Aiuruoca, respectivamente, na época da Independência do Brasil.
Em 1831, chegaram à região, junto com suas famílias, Francisco José Barreto (natural de local incerto, tendo sido indicados como locais de seu nascimento Paraguaçu, Campanha, Jacuí e Caldas) e Simão Antônio Marques, conhecido como "Librina" (natural de Baependi). Barreto apossou-se da Fazenda Fortaleza e Librina, da Fazenda Monte Alegre.
Ambos os pioneiros citados queriam erguer uma capela, para realizar suas necessidades religiosas e não depender mais de Jaboticabal, curato ao qual as fazendas pertenciam e cujo acesso era difícil. Dessa forma, em 25 de agosto de 1854, foram doadas terras em louvor ao Divino Espírito Santo para que fosse erguida uma capela: os familiares de Francisco Barreto (falecido anos antes) doaram 62 alqueires e Simão Librina e sua família, 20 alqueires. Como os doadores das terras eram analfabetos, um vizinho, Antônio Leite de Moura, redigiu a escritura de doação, a qual só foi registrada em 1856, ano em que a primeira capela do Divino Espírito Santo foi erguida, no local em que hoje está a agência do Bradesco da Praça Francisco Barreto. Ao redor do templo, foram surgindo as primeiras casas de pau a pique e sapê, assim nascendo o povoado do Divino Espírito Santo de Barretos.
Durante muito tempo, os habitantes da região de Barretos viviam basicamente da agropecuária e do comércio. A igreja era o principal ponto de encontro entre os moradores.
No inverno de 1870, a região foi afetada por um frio intenso e uma geada forte, que dizimou campos e matas. No dia 24 de agosto daquele ano, uma grande queimada para o preparo do solo teria provocado um incêndio, apelidado de “fogo bravo”. O incêndio teria tornado o solo propício para as pastagens, o que atraiu migrantes vindos do Triângulo Mineiro, acelerando o desenvolvimento.
A Lei Provincial n° 42, de 16 de abril de 1874, elevou o povoado à condição de Freguesia e Paróquia do Divino Espírito Santo de Barretos, subordinada a Jaboticabal.
Em 10 de março de 1885, a Lei n° 22 elevou a Freguesia de Barretos à categoria de vila, com o nome de Vila de Espírito Santo de Barretos. Em 1890, a vila se tornou sede de comarca.
Uma Lei Municipal de 8 de janeiro de 1897 elevou a vila de Espírito Santo de Barretos à categoria de cidade. A Lei Estadual n° 1021, de 6 de novembro de 1906, simplificou o nome do município para “Barretos”.
No final do século XIX e início do século XX, Barretos teve como bases econômicas a extração de madeira, a pecuária e a cafeicultura. O município cresceu e se desenvolveu e, com isso, chegaram a ferrovia e forasteiros, imigrantes (sobretudo italianos, mas também portugueses e sírio-libaneses) e mineiros.

### Formação territorial-administrativa
Histórico da formação do município:
- Capela dos Barretos elevada à categoria de freguesia pela Lei nº 42, de 16/04/1874.
- Freguesia elevada à categoria de vila com o nome de Espírito Santo de Barretos pela Lei nº 22, de 10/03/1885, emancipando-se de Jaboticabal.

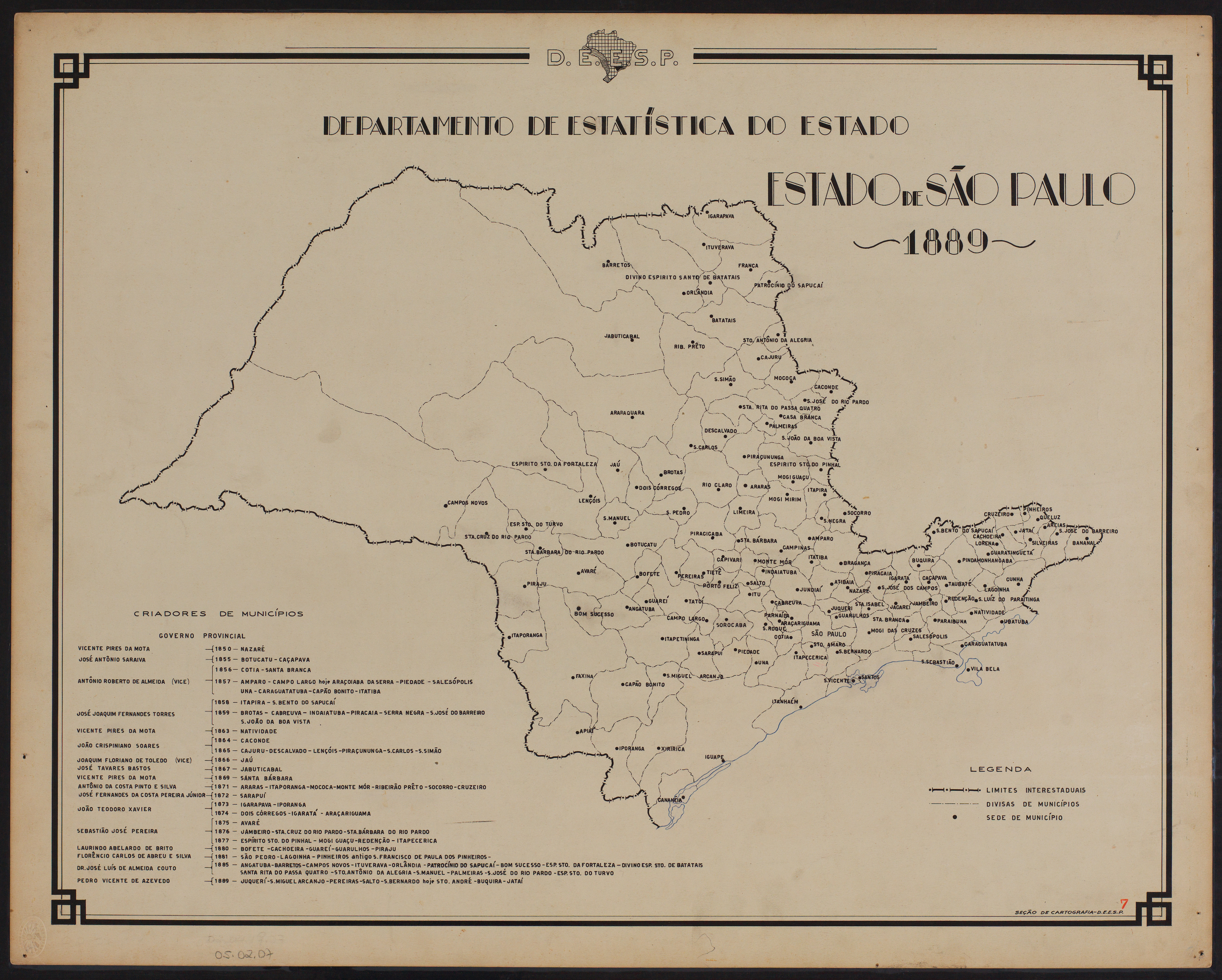
Estado de São Paulo (1889).

- Nome alterado para Barretos pela Lei nº 1.021, de 06/11/1906.

Sua extensão territorial original era de 5,74 mil quilômetros quadrados. Em 1917, Barretos sofreu uma grande perda territorial, com a emancipação de Olímpia, levando consigo não apenas o atual território olimpiense, mas também as terras de municípios atuais como Cajobi, Icém, Paulo de Faria e Guaraci. Em 1925, Colina se tornou um município. Em 1958, o distrito de Colômbia também foi emancipado e, com isso, Barretos adquiriu sua configuração territorial atual.

## Geografia

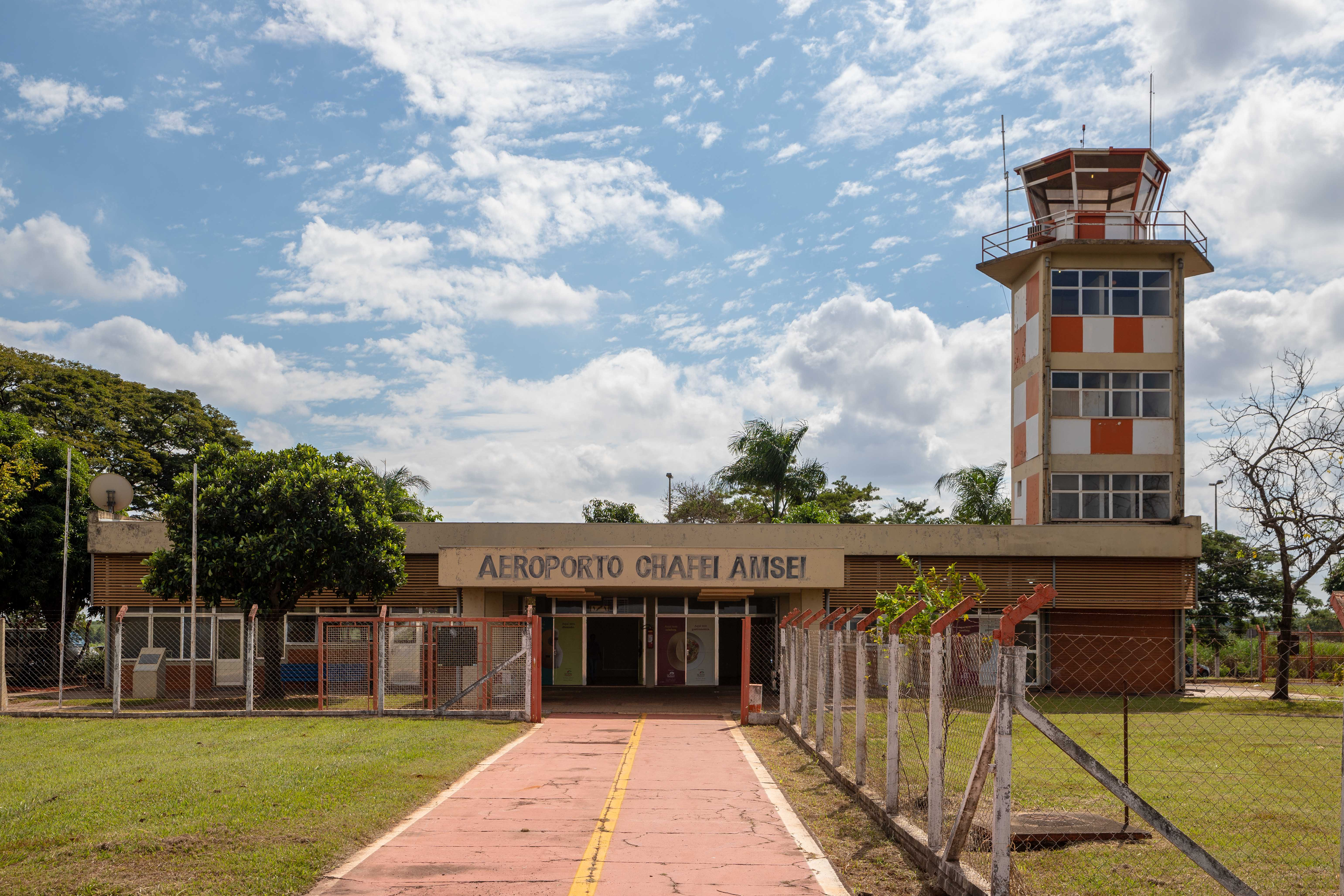
Aeroporto Estadual Chafei Amsei, em Barretos

Barretos localiza-se a norte do Estado de São Paulo, e limita-se com o Município de Colômbia ao norte, ao sul com os Municípios de , Jaborandi e Severínia, a leste com Guaíra e Morro Agudo, e a oeste com os Municípios de Guaraci e Olímpia. Possui dois distritos: Alberto Moreira e Ibitu.

### Hidrografia

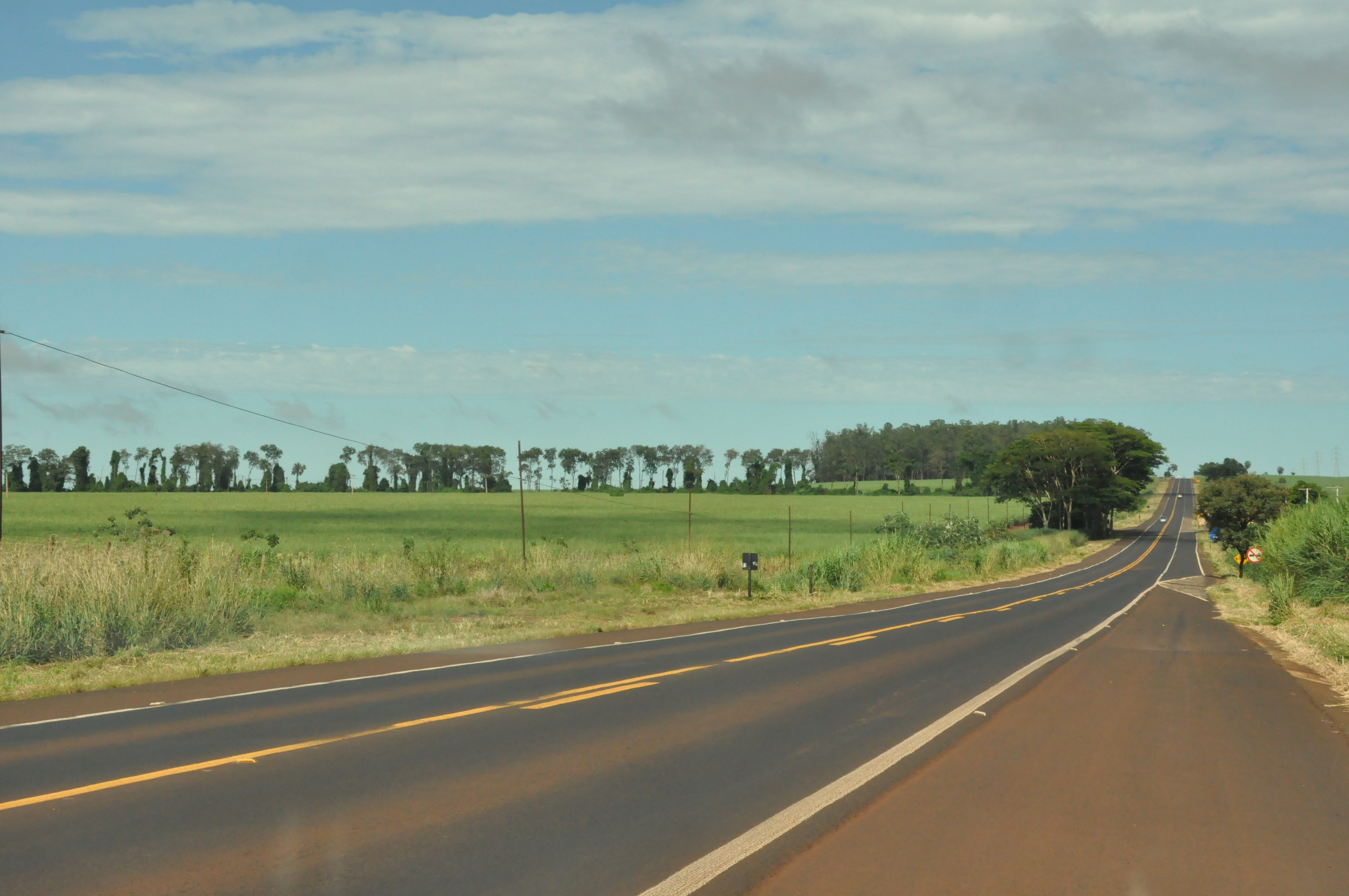
Rodovia SP 425, passando por Barretos

- Rio Pardo
- Rio Grande

### Transporte
- Aeroporto de Barretos (Chafei Amsei)
- Terminal Rodoviário (Ary Ribeiro de Mendonça)
- Terminal da Coopercitrus, em parceria com a Rumo Logística.
- Estação Ferroviária de Amoreira (desativada)

### Rodovias
- SP-326
- SP-425

### Ferrovias
- Linha Tronco da antiga Companhia Paulista de Estradas de Ferro [27]
- Variante de Barretos da antiga Ferroban [28]

### Clima
O clima de Barretos é tropical com estação seca, com verões chuvosos e invernos secos. Segundo dados da estação meteorológica automática do Instituto Nacional de Meteorologia (INMET) no município, em operação desde junho de 2010, a menor temperatura registrada em Barretos foi de 1,6 °C em 25 de junho de 2025 e a maior atingiu 42,9 °C em 7 de outubro de 2020. O maior acumulado de precipitação em 24 horas chegou a 104,6 milímetros (mm), registrados nos dias 14 de dezembro de 2010 e 7 de fevereiro de 2013. A rajada de vento mais forte alcançou 23 m/s (82,8 km/h) em 8 de setembro de 2015. O menor nível de umidade relativa do ar (URA) foi de 7% nos dias 14 e 21 de agosto de 2024.
| Dados climatológicos para Barretos                                                                                   | Dados climatológicos para Barretos | Dados climatológicos para Barretos | Dados climatológicos para Barretos | Dados climatológicos para Barretos | Dados climatológicos para Barretos | Dados climatológicos para Barretos | Dados climatológicos para Barretos | Dados climatológicos para Barretos | Dados climatológicos para Barretos | Dados climatológicos para Barretos | Dados climatológicos para Barretos | Dados climatológicos para Barretos | Dados climatológicos para Barretos |
| Mês | Jan                                | Fev                                | Mar                                | Abr                                | Mai                                | Jun                                | Jul                                | Ago                                | Set                                | Out                                | Nov                                | Dez                                | Ano                                |
| --- | ---------------------------------- | ---------------------------------- | ---------------------------------- | ---------------------------------- | ---------------------------------- | ---------------------------------- | ---------------------------------- | ---------------------------------- | ---------------------------------- | ---------------------------------- | ---------------------------------- | ---------------------------------- | ---------------------------------- |
| Temperatura máxima recorde (°C)                                                                                      | 38,8                               | 38,9                               | 36,8                               | 35,1                               | 34,8                               | 33,1                               | 34,3                               | 37,2                               | 41,3                               | 42,9                               | 39,8                               | 37,5                               | 42,9                               |
| Temperatura máxima média (°C)                                                                                        | 29,6                               | 29,9                               | 29,8                               | 29,3                               | 27,4                               | 26,6                               | 27,1                               | 29,1                               | 30,1                               | 30,3                               | 29,6                               | 29,9                               | 29,0                               |
| Temperatura média (°C)                                                                                               | 24,4                               | 24,5                               | 24,1                               | 22,9                               | 20,8                               | 19,4                               | 19,5                               | 21,7                               | 23,4                               | 24,2                               | 24,3                               | 24,2                               | 22,8                               |
| Temperatura mínima média (°C)                                                                                        | 19,2                               | 19,1                               | 18,5                               | 16,6                               | 14,3                               | 12,3                               | 12,0                               | 14,4                               | 16,8                               | 18,2                               | 19,0                               | 18,5                               | 16,6                               |
| Temperatura mínima recorde (°C)                                                                                      | 14,4                               | 15,9                               | 14                                 | 8,1                                | 4,6                                | 1,6                                | 2,1                                | 3,7                                | 7                                  | 9,6                                | 11,8                               | 15                                 | 1,6                                |
| Precipitação (mm) | 234                                | 201                                | 159                                | 80                                 | 39                                 | 28                                 | 17                                 | 17                                 | 43                                 | 98                                 | 163                                | 230                                | 1 309                              |
| Fontes: Climate-Data.org e Instituto Nacional de Meteorologia (INMET) (recordes de temperatura: 18/06/2010-presente) |                                    |                                    |                                    |                                    |                                    |                                    |                                    |                                    |                                    |                                    |                                    |                                    |                                    |

## Demografia

### Dados demográficos
Dados do Censo - 2010
População Total: 112.102
- Urbana: 108.687
- Rural: 3.415
- Homens: 54.169
- Mulheres: 57.933
- Densidade demográfica (hab./km²): 66,46
- Mortalidade infantil até 1 ano (por mil): 20,26
- Expectativa de vida (anos): 69,03
- Taxa de fecundidade (filhos por mulher): 1,78
- Taxa de Alfabetização: 93,60%
- Índice de Desenvolvimento Humano (IDH-M): 0,802
- IDH-M Renda: 0,772
- IDH-M Longevidade: 0,734
- IDH-M Educação: 0,900

(Fonte: IPEADATA)

### Composição étnica - censo 2010[37]
| Tipo físico | Percentagem |
| ----------- | ----------- |
| Branca      | 64,96%      |
| Negra       | 7,60%       |
| Parda       | 26,38%      |
| Amarela     | 1,00%       |
| Indígena    | 0,05%       |

## Política e administração
- Prefeita: Paula Lemos (DEM)
- Vice-Prefeito: Gustavo Sasdelli (PL)
- Presidente da Câmara de Vereadores: Paulo Henrique Corrêa (PL)

## Economia
A agricultura, comércio e prestação de serviço são a base de sua economia, na indústria laticínios, confecções, borracha, calçados, curtume, cutelaria, sucos cítricos, e artefatos em geral, além dos frigoríficos JBS-Friboi, e Minerva Foods, importantes na industrialização de carne tanto para o mercado interno quanto externo.
A cultura da cana de açúcar já predomina com 44%, vem ganhando espaço do plantio de laranja 32%, soja 7%, pastagem 6%, a borracha embora não expressivo na produção, é destaque na produção estadual, justificado pela extensão do município, além disso são produzidos palmito, banana, abacate, coco-da-baía, limão, mamão, manga e tangerina com menor expressividade. Atualmente seis grandes usinas estão instaladas na região, são elas: Guarani (São José), Colorado, Guarani (Mandú), e Louis Dreyfus Commodities (Continental). 
Barretos ainda abriga dois distritos industriais onde estão instaladas empresas de pequeno e médio porte, sendo sede da 13.ª Região Administrativa do Estado, com 19 municípios.
O Projeto do Parque Agrotecnológico de Barretos (AgroTechPark) é uma iniciativa da Prefeitura Municipal de Barretos para contribuir no desenvolvimento de oportunidades de negócios e ganhos de competitividade do Agronegócio Brasileiro. 
Atualmente, a implantação do AgroTechPark, integrante do Sistema Paulista de Parques Tecnológicos, voltado às áreas de pesquisa e desenvolvimento no setor agropecuário, será fundamental no atrativo de investimentos e geração de novas empresas intensivas em conhecimento ou de base tecnológica que poderão ser beneficiadas por incentivos fiscais na forma da lei e regulamentação da Secretaria da Fazenda e Planejamento do Estado de São Paulo, Lei de Inovação e lei Orgânica de Incentivos Econômicos (Lei Complementar 84/2007).

## Infraestrutura

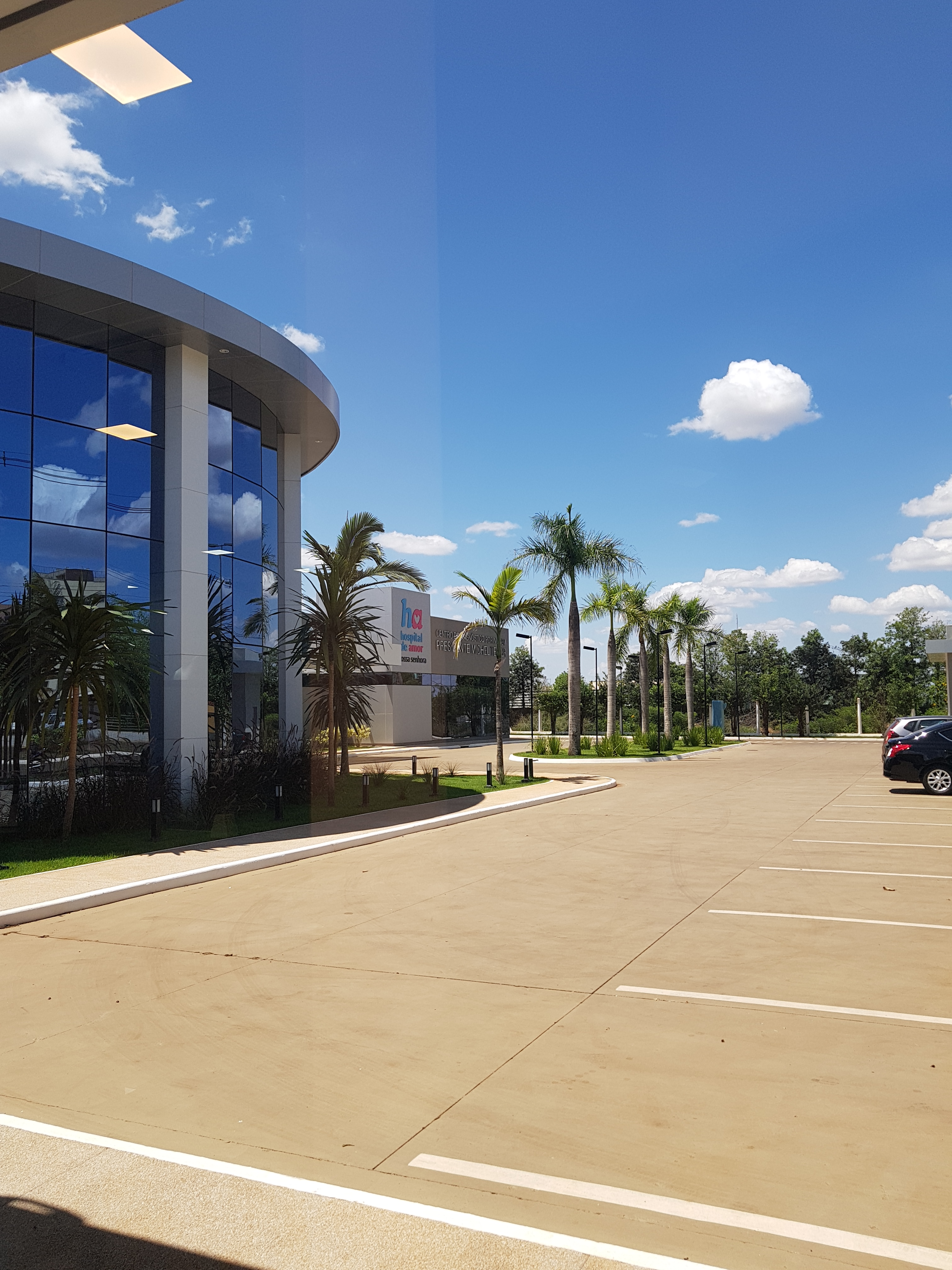
Complexo do Hospital de Amor, a partir do Hospital Nossa Senhora.

### Saúde

#### Hospital de Amor de Barretos
O Hospital de Amor (Fundação Pio XII, Hospital de Câncer) atende pessoas com câncer de todo o Brasil. O hospital conta com doações dos artistas que fazem shows e revertem a renda para o hospital. Hoje, o hospital realiza em média 4.100 atendimentos por dia, sendo que 100% dos atendimentos são via SUS e conta com uma área construída de mais de 120 mil metros quadrados.
O hospital possui um centro de prevenção contra o câncer de mama com 2,5 mil metros quadrados que tem capacidade para realizar cerca de 11 mil atendimentos por mês. O novo centro faz parte de um projeto maior: o Instituto de Referência para Prevenção de Câncer Ivete Sangalo, um espaço de 7,2 mil metros quadrados, voltado para o diagnóstico precoce e a prevenção de outros tipos de tumores, como o câncer de colo uterino, próstata, digestivo, boca e pele. O instituto foi inaugurado em 2009.
Atualmente, o Hospital de Câncer de Barretos é um dos centros mais conceituados no atendimento de pessoas com câncer de todo o mundo.

#### IRCAD (Institut de Recherche Contre les Cancers de l'Appareil Digestif)
O instituto de pesquisa contra o câncer no aparelho digestivo é o mais importante centro de tecnologia e desenvolvimento na área de cirurgia do mundo, e o mais importante instituto de pesquisa de toda a Europa.
Foi fundado em 1996, na cidade de Estrasburgo, França, pelo professor Jacques Marescaux, com objetivo de criar um centro onde cirurgiões, engenheiros, pesquisadores e técnicos em informática e robótica poderiam desenvolver novas tecnologias em cirurgias invasivas e investigações básica e aplicada. Hoje, possui uma unidade também em Taiwan, e outra em implantação em Dubai. A cada ano, em média, 3500 cirurgiões provenientes de 70 países são treinados e supervisionados por 900 experts internacionais em cirurgias contra tumores no sistema digestivo.
Uma unidade do IRCAD foi construída em uma área em frente ao Hospital de Câncer de Barretos. Inaugurada em Julho de 2011, tem como "madrinha" a primeira-dama francesa Carla Bruni.

#### Santa Casa da Misericórdia de Barretos
Localizada no centro de Barretos, foi inaugurada em 9 de janeiro de 1921. Porém, a ideia de sua criação surgiu quatro anos antes, em 1917. Nesse mesmo ano reuniram-se na residência do Padre José Martins, os integrantes da Comissão Promotora da Fundação da Casa de Misericórdia de Barretos (Doutores José Caldas, Henrique Pamplona de Menezes, Marcos Martins e Bráulio Vasconcellos (médicos), Padre José Martins, José Garcia Vassimon, Coronel Luciano de Mello Nogueira, Evaristo Pinto da Cruz, Francisco Conde, Fuzinato Bertazzi e João Machado de Barros). E a primeira pedra da Santa Casa foi lançada em 30 de junho de 1918.
O provedor e diretor clínico eram à época da inauguração Dr. Pedro Paulo de Souza Nogueira e Dr. Henrique Pamplona de Menezes, respectivamente. O primeiro paciente atendido foi o Sr. Aníbal Calabrez.
O hospital conta também com um moderno centro de distribuição e logística, sendo uma referência regional. Denominado C.A.R.M. - Central Administrativa de Recursos Materiais, tem como responsável uma farmacêutica bioquímica.

### Educação

#### Básica
Além das mais de 16 creches públicas municipais, a cidade conta com 18 instituições de ensino municipais de ensino fundamental, em espacial das séries iniciais; algumas dessas instituições oferecem educação em tempo integral gratuitamente, além de contar com o Sistema Anglo de Ensino; são as seguintes instituições em seus respectivos bairros: E.M. Dorival Teixeira, no Centro; E.M. Anália Franco, no Centro; E.M.  Luiza Parassu Borges, no bairro Baroni; E.M. Orival Leite de Matos, no Cristiano de Carvalho; E.M. Christiano de Carvalho, no City Barretos; E.M. Giusepe Carnimeo, no bairro Zequinha Amêndola; E.M. João Baroni, no bairro América; E.M. Profº Fausto Lex, no bairro Cecap I; E.M. Olga Abi Rachid Moraes, no bairro Nadir Kenan; E.M. Marlene Carbono Pereira, no jardim Nova Barretos; E.M. João Ferreira Lopes, na vila Rios; E.M. Rotary Club, no Marília; E.M. Paulo Belmiro Ferreira, na vila Gomes; E.M. Maria Fernandes Rodrigues, no América; E.M. Robson Rosalino da Silveira, no Centro; E.M. Sagrados Corações, no bairro Derby Club; E.M. Matilde Gitay de Mello, no Bom Jesus; E.M. Profº Dorothóvio do Nascimento, no bairro Zequinha Amêndola, E.M. Luís Castanho Filho, no bairro Los Angeles.
A cidade conta com 13 instituições de ensino estaduais, são elas: as Escolas E.E. Cel. Almeida Pinto e a Escola Estadual Dr. Antonio Olympio, localizadas no Centro; E.E. Profº Aymoré do Brasil, no bairro Clementina; E.E. Profº Benedito Pereira Cardoso, na vila Rios; E.E. Fábio Junqueira Franco, no Cristiano de Carvalho; a E.E. Embaixador Macedo Soares, localizada entre os bairros Ibirapuera e City Barretos; E.E. Mário Vieira Marcondes (Estadão), no bairro Celina; a E.E. Profª Paulina Nunes de Moraes, no bairro Aeroporto; E.E. Cel. Silvestre de Lima, no bairro Baroni; E.E. Valois Scortecci, no Marília; E.E Maria Helena Scannavino, localizada no bairro Jardim Etemp. Há ainda a Escola Estadual e Municipal, localizada no distrito rural do Ibitu, Profª Lacy Bonilha de Souza.
Por fim, a Escola Técnica Estadual (ETEC) Cel. Raphael Brandão, pertencente ao Centro Paula Souza (CPS) do estado de São Paulo, vinculada à Secretaria de Desenvolvimento Econômico, Ciência, Tecnologia e Inovação (SDECTI), e que oferece além do ensino médio vários cursos técnicos.
O Ministro da Educação Fernando Haddad inaugurou em 28 de outubro de 2010 o Instituto Federal de São Paulo - Campus Barretos. O Campus Barretos está instalado em um conjunto edificado de padrão escolar com quatro blocos de edifícios interligados, com área total construída de 5.331,48 m², sendo um bloco administrativo, um bloco de salas de aula e dois blocos de laboratórios, além de um auditório e um anfiteatro.
Levando em conta somente as instituições de ensino que incluam o ensino Fundamental e médio, portanto, deixando de mencionar as instituições de ensino infantil, creches, berçários etc.; a cidade de Barretos possui as seguintes instituições de ensino privadas: Colégio Plus COC; Colégio Nomelini Cirandinha, que utiliza do Sistema Anglo de Ensino; Colégio Barretos, que adota o sistema Objetivo de ensino; Colégio Drummond; CETEC - Colégio e Escola Técnica, pertencente a UNIFEB.
Além disso, a cidade conta com uma unidade do SESI (Serviço Social da Indústria - Educação) localizada na Avinida Dr. Roberto Rios (Via das Comitivas, 60).

#### Superior
As entidades de ensino superior da cidade são:
- FACISB - Faculdade de Ciências da Saúde de Barretos Dr. Paulo Prata que oferece o curso de Medicina
- UNIFEB - Centro Universitário da Fundação Educacional de Barretos que oferece além de pós-graduações, 25 cursos superiores: Licenciaturas em: Ciências Biológicas, Educação Física, Química, Física, Matemática e Pedagogia; os cursos de Administração, Ciências Contábeis, Odontologia, Agronomia, Zootecnia, Direito, Farmácia, Bacharelado em Educação Física, Física Médica, Medicina Veterinária, Química Tecnológica, Serviço Social, Sistemas de Informação e as Engenharias: Civil, Elétrica, Mecânica, de Produção, Ambiental, de Alimentos e Engenharia Química.
- Faculdade Barretos - Centro Unificado de Educação Barretos, que oferece 8 cursos superiores: Administração, Ciências Contábeis, Direito, Sistemas de Informação, Psicologia, Licenciatura em História, Nutrição e Enfermagem; e os técnicos em: Informática e Informática para Internet
- FISO - Faculdades Integradas Soares de Oliveira  oferece os cursos de graduação em: Pedagogia, Ciências Contábeis e Sistemas para Internet.
- IFSP - Instituto Federal de São Paulo campus Barretos, oferece 5 cursos superiores com ingresso pelo ENEM-SISU, que são: Tecnologia em Análise e Desenvolvimento de Sistemas, Tecnologia em Gestão de Turismo, Licenciatura em Química, Licenciatura em Ciências Biológicas e Bacharelado em Agronomia.[44]
- UAB - EaD polo Barretos, que oferta cursos superiores na modalidade de ensino à distância, sendo ofertado pelas melhores faculdades públicas do Brasil, dentre elas UNB (Universidade de Brasília), UFSCar ( Universidade Federal de São Carlos), UFPar ( Universidade Federal do Paraná), etc, são ofertados também cursos de aperfeiçoamento e especialização de diversas áreas como oferta em pós graduação, na modalidade gratuita ofertados pelas melhores universidades públicas do Brasil, tudo isto no sistema de ensino da Universidade Aberta do Brasil, mantido pelo governo federal em parceria com os municípios.
- Polo EaD do Centro Universitário Clarentiano
- Polo EaD Anhanguera
- Polo EaD Unopar
- Polo EaD Estácio - UniSEB
- Polo EaD Unifran

#### Profissional
- O Instituto Federal - IFSP oferece 3 cursos técnicos integrados ao ensino médio: Agropecuária, Alimentos e Informática, com seleção por meio do sisutec, técnico à distância (EAD) em Administração e 2 cursos técnicos subsequentes noturnos: Agronegócio e Eventos.
- Centro Paula Souza - ETEC Cel. Raphael Brandão oferece além do ensino médio, o ensino médio integrado com seleção por vestibulinho, os cursos  técnicos em Meio Ambiente, Química, informática, administração, nutrição e dietética, além disso oferece os cursos técnicos em: Administração (também EaD), Segurança do Trabalho, Serviços Jurídicos, Cozinha, Mecânica, Enfermagem, Nutrição e Dietética, Alimentos, Química, Meio Ambiente, Finanças, Açúcar e Álcool, Informática e Recursos Humanos.
- SENAC Barretos  a unidade oferece além dos cursos de livres, os cursos técnicos de: Segurança do Trabalho, Computação Gráfica, Administração, Enfermagem do Trabalho, Estética, Farmácia, Enfermagem, Informática, Publicidade, Massoterapia, Podologia, Nutrição e Dietética, Meio Ambiente, Redes de Computadores e outros.
- CETEC, anexo e pertencente à UNIFEB oferece além do Ensino Fundamental e Médio, os cursos técnicos de: Enfermagem, Química, Radiologia e Prótese Dentária.
- LiceuTec, além dos cursos profissionalizantes, o LiceuTec oferece os cursos técnicos de: Eletrotécnica, Automação Industrial, Eletrônica, Enfermagem com ênfase em Oncologia e Administração. Inaugurou em fevereiro de 2020 as aulas para Ensino Fundamental e Ensino Médio com o sistema de ensino Mackienze.
- FATEC, oferece o curso de Gestão Hospitalar em parceria com o Hospital de Amor de Barretos.

### Comunicações

#### Telefonia
O sistema de telefones automáticos foi inaugurado na cidade em 1974 pela Telecomunicações de São Paulo (TELESP), que também implantou o sistema de discagem direta à distância (DDD) em 1976 com o código de área (0173). Anteriormente a cidade era atendida pela Companhia Telefônica Brasileira (CTB).
Na década de 90 o código DDD da cidade foi alterado para (017), para padronização do sistema telefônico com a telefonia celular que estava sendo implantada em todo o estado.

#### Emissoras de Rádio
- FM 93.5 - Rádio O Diário Independente FM - Rede Bandeirantes
- FM 95.3 - Rádio Band FM - Rede
- FM 97.9 - Rádio Rede Vida FM
- FM 100.1 - Rádio Transamérica FM - Rede Hits
- FM 101.5 - Rádio Jovem Pan FM
- FM 103.3 - Rádio Jovem Pan News FM
- FM 105.1 - Rádio  FM

### Justiça
Barretos pertence à 8ª RAJ (Regiões Administrativas Judiciárias) e é sede da 14ª CJ (Circunscrição Judiciária) de Barretos, sendo considerada de Entrância Final, que integra também pelas comarcas de Colina, Bebedouro, Guaíra, Monte Azul Paulista, Olímpia e Viradouro. O Judiciário da Comarca abriga três varas cíveis, duas criminais, uma Vara do Juizado Especial Cível e Criminal, Serviço de Anexo das Fazendas, Colégio Recursal, Juizado Informal de Conciliação, Vara da Infância e Juventude e a Vara do Tribunal do Júri.
O município foi agraciado com uma Vara do Trabalho, que se localiza na região dos lagos. O fórum "desembargador Luiz Carlos de Araújo" pertence ao Tribunal Regional do Trabalho (TRT) da 15ª Região, que abrange 599 municípios paulistas.
Barretos também dispõe da Justiça Federal (38ª Subseção Judiciária do Estado de São Paulo) - com Juizado Especial Adjunto Cível e Criminal) sendo pertencente ao Tribunal Regional Federal (TRF) da 3ª Região.
Por fim, no âmbito do poder público, a Justiça Eleitoral de Barretos é coordenada pelo cartório da 21ª Zona Eleitoral, do Tribunal Regional Eleitoral (TRE) de São Paulo.
Barretos é representada pela 7ª Subseção da Ordem dos Advogados do Brasil em São Paulo (OAB/SP).

## Cultura e lazer

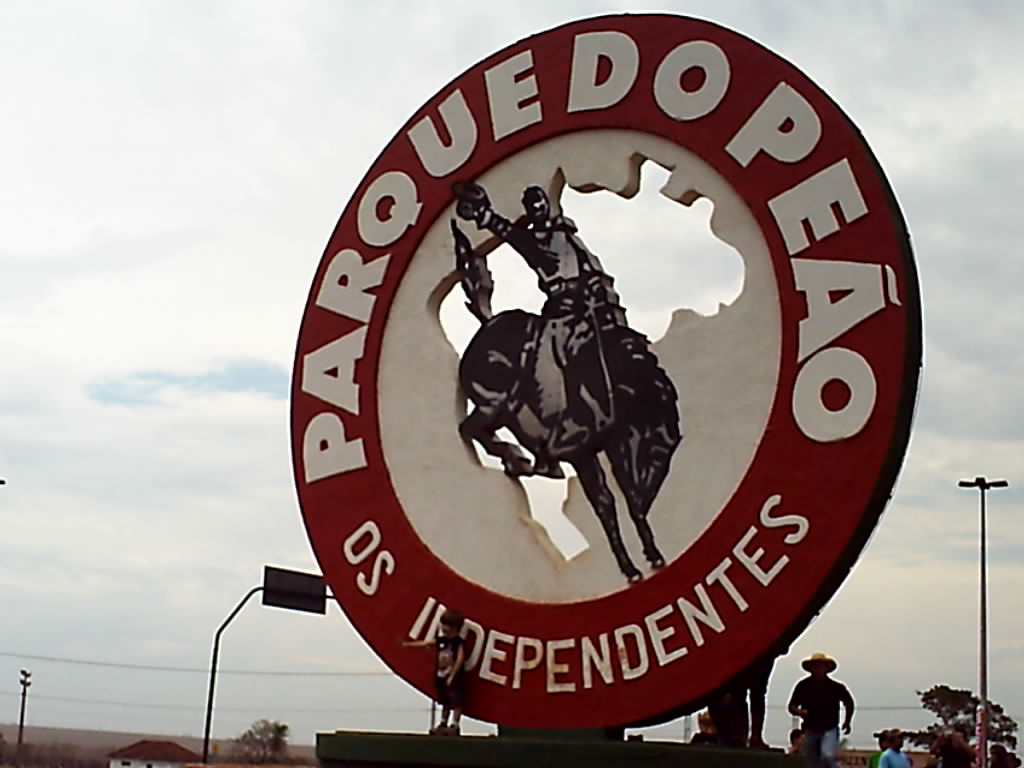
Jardim da Roseta na entrada do Parque do Peão (Os Independentes).

### Festa do Peão
Desde 1955 a cidade sedia a Festa do Peão de Boiadeiro de Barretos organizada e promovida tradicionalmente pela associação "Os Independentes" de Barretos. Desde 1989 o evento é sediado em uma a arena de rodeio projetada pelo arquiteto Oscar Niemeyer 
A festa, apesar de atrair um grande público, estimado entre 800 mil a 1,5 milhão de visitantes e movimentação de 900 milhões de reais em 2019, também atrai críticas de grupos de proteção animal que alegam maus tratos, sofrimento e exploração animal.

### Esportes
Barretos conta com um time de futebol profissional, O Barretos Esporte Clube, que tem o seu estádio Antônio Gomes Martins com capacidade para 13.996 espectadores. 
No atletismo, Caio Cézar Fernandes dos Santos, campeão dos Jogos Olímpicos da Juventude de 2010 em Singapura, foi o grande nome do município, sendo o primeiro brasileiro a conquistar a medalha de ouro na prova de salto em distância no Estádio de Bishan, ao registrar 7,69 metros em seu último salto.

## Turismo
- Marco Histórico: situado à Rua 8, esquina com a Avenida 13. É o marco inicial e geográfico da cidade. Ou seja, todas as distâncias são medidas a partir deste ponto. Ali surgiram as primeiras residências da Fazenda Fortaleza de Francisco Barreto, que deram origem ao município. Mural com sete metros de altura, construído com projeto e consultoria de Cesário Ceperó e Pedro Pedozzi, tem em relevo as imagens da Família Barreto, do Divino Espírito Santo, padroeiro do município,e do brasão da cidade, com o lema: "Frates Sumus Omnes" (somos todos irmãos).
- Museu Municipal, Artístico e Cultural "Ruy Menezes": situado a Avenida 17, esquina com a Rua 16. Foi criado pelo município em abril de 1974 e recebeu como doação todo o acervo do Museu Ana Rosa, que funcionava em uma das salas do Colégio Mário Vieira Marcondes. A construção com data de 1907, já foi Prefeitura e sede do Poder Legislativo. É conhecido como o "Palácio das Águias".
- Catedral do Divino Espírito Santo: situada na Praça Francisco Barreto, s/nº (Centro da Cidade). Por serem os fundadores devotos do Divino Espírito Santo, doaram oitenta e dois alqueires de terra à igreja e construíram a primeira capela. No final do século XIX, deu-se início a construção da catedral, tendo a frente o mestre Pagani Fioravante. A obra obedece o estilo romano de linhas soberbas com colunas olímpicas e imagens de santos, bem como obras de arte pintadas em vitrais e nas paredes.
- Recinto Paulo de Lima Correia: situado a Praça Nove de Julho. Foi inaugurado em março de 1945, servindo de palco para as grandes exposições agropecuárias e produtos derivados. É uma obra arquitetônica de beleza singular e considerada uma raridade no gênero, dado seu estilo ímpar. O recinto foi escolhido pelo Clube Os Independentes para ser o palco da Festa do Peão desde 1956 até 1984, sendo então o berço do Rodeio Brasileiro.
- Praça da Primavera: situado à Rua 18 com as avenidas 33 e 35.Com um bonito projeto paisagístico, esta praça é considerada a mais bela da cidade por exibir um clima de tranquilidade. Tem coreto, passagem de córrego com pontes e fonte luminosa.
- Estação Cultural Placidino Alves Gonçalves: a antiga estação ferroviária, construída no início do século XIX, foi desativada devido a retirada dos trilhos de dentro da cidade, ficou um tempo desativada, e depois foi totalmente reformada, agora é polo cultural sediando vários eventos populares durante o ano, vale lembrar que um pedaço do trilhos ainda está lá preservando a história da linha de ferro que trouxe desenvolvimento muito tempo atrás... anexo a estação, no antigo leito ferroviário, está em construção o "Passeio da tradição", que conta a história da cidade que se mistura com a chegada do frigorifico (o primeiro da América Latina) devido a linha férrea.
- Região dos Lagos: situado à Avenida Centenário da Abolição s/nº. Conjunto de quatro lagos ornamentais, abastecidos pelo Córrego do Aleixo, contando com ciclovias e amplas calçadas para a prática de atividades esportivas. Possui fonte luminosa que foi investidos muitos milhares de reais, na administração do Dr. Emanoel,  que não funciona e serve de poleiro para as aves da região
- Calçadão: situado à Praça Francisco Barretos, s/n.º. Espaço no centro da cidade para circulação exclusiva de pedestres, com planejamento paisagístico, infraestrutura de bancos telefones públicos, bancas de revistas e quiosques. Centro da cidade.

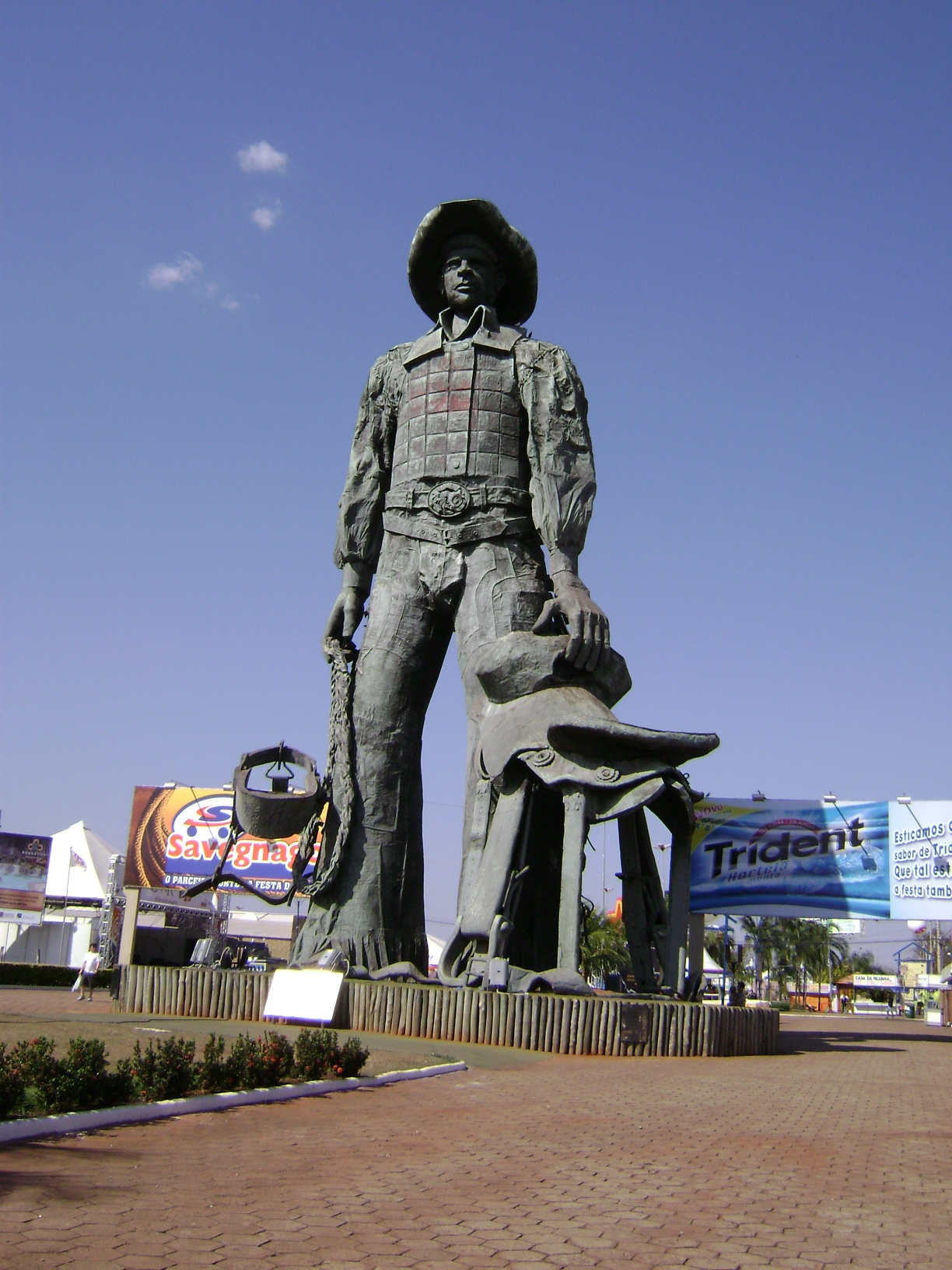
Monumento ao Peão, localizado no Parque do Peão

- Parque do Peão de Boiadeiro de Barretos: sito à Rodovia Brigadeiro Faria Lima, km 428. Inaugurado em 1985, o Parque do Peão de Barretos é uma área de aproximadamente cinquenta alqueires destinados a realização da Festa do Peão de Barretos, na segunda quinzena de Agosto. O parque conta com uma área para Feira Comercial, estacionamento para 10 mil veículos, Berrantão, Rancho do Peãozinho, Área de Camping, Rancho da Queima do Alho, Fazendinha, Hípica e o Estádio polivalente de Rodeio, projetado por Oscar Niemeyer, com capacidade para trinta e cinco mil pessoas sentadas
- Memorial do Peão de Boiadeiro: localizado dentro do Parque do Peão, o Memorial conta a história da Festa do Peão de Boiadeiro de Barretos e do clube Os Independentes. Inaugurado em agosto de 2005, o memorial tem o formato que lembra uma lona de circo, homenageando a lona sob a qual aconteceu a primeira Festa do Peão, em 1956.
- Mini Basílica de Nossa Senhora Aparecida: localizada na praça Emílio José Pinto no bairro Marília, tem uma arquitetura semelhante a basílica localizada na cidade de Aparecida, no Santuário de Nossa Senhora Aparecida, e a Mini Basílica é uma réplica fiel, porém em menores proporções.
- Cidade de Maria: local erigido para abrigar congregações católicas e formar religiosos, foi inaugurado em 1981 e está situado na Vicinal Nadir Kenan, km 11.

## Pessoas ilustres
- Ferrugem, ator e comediante
- Luís Carlos Arutim, ator
- Jorge Andrade, dramaturgo
- Nidoval Reis, poeta e jornalista
- Mirthes Bernardes, artista Plástica

## Religião
A religião predominante é o cristianismo, em especial o catolicismo romano, como é na maioria das cidades do Brasil.
O catolicismo é representado principalmente pela figura do padroeiro da cidade o Divino Espírito Santo, onde para os católicos é a terceira pessoa da Santíssima Trindade, sempre representada pela pomba branca. Anualmente é comemorado a Festa do Divino em meados de julho.
A Diocese de Barretos foi criada pelo Papa Paulo VI no dia 14 de abril de 1973. Dom Milton Kenan Júnior é o 6º bispo diocesano; a Diocese é responsável pelas paróquias da cidade de Barretos, Colômbia, Guaraci, Olímpia, Cajobi, Embaúba, Severínia, Jaborandi, Morro Agudo, Ipuã, Miguelópolis e Guaíra.
| Diocese             | Paróquia |
| ------------------- | --- |
| Diocese de Barretos | Divino Espírito Santo, Bom Jesus, Santa Ana e São Joaquim, Santo Antônio de Pádua, Nossa Senhora do Rosário, São Benedito, São João Batista e São Luís Gonzaga. |

### Paróquias e ano de fundação
- Catedral Divino Espírito Santo - 1877
- Paróquia Bom Jesus - 1962
- Paróquia Santa Ana e São Joaquim - 1982
- Paróquia Santo Antônio de Pádua - 2009
- Paróquia Nossa Senhora do Rosário - 1935
- Paróquia São Benedito - 1962
- Paróquia São João Batista - 2008
- Paróquia São Luís Gonzaga - 2002
- Paróquia Minibasília Nossa Senhora Aparecida - 2012

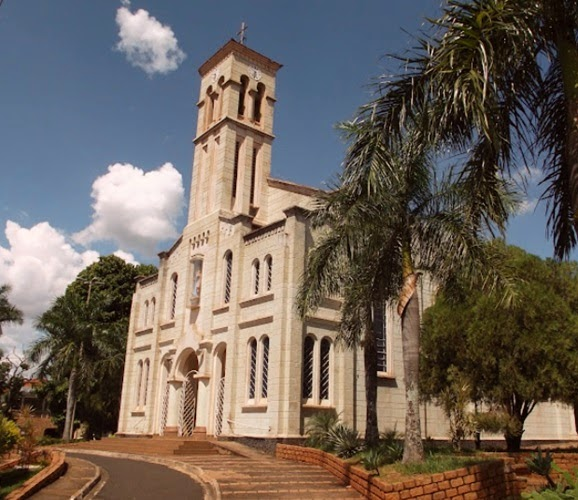
Paróquia Santuário Nossa Senhora do Rosário, fundada no século XIX

Dentre as diversas igrejas, paróquias e capelas da cidade destaca-se: Catedral do Divino Espírito Santo, que remete aos anos de 1856, quando começaram a construir uma capela, localizada na praça central da cidade; Paróquia Nossa Senhora do Rosário, localizado no bairro Fortaleza, foi construída por volta de 1870, para o culto dos negros na cidade; Paróquia Bom Jesus, no bairro Bom Jesus; Igreja São Benedito, no Centro, próximo ao terminal Rodoviário; Paróquia Santa Ana e São Joaquim, no bairro Nadir Kenan; Paróquia Santo Antônio de Pádua, no bairro Cristiano de Carvalho, próximo ao Tiro de Guerra; Paróquia São Luís Gonzaga, bem próximo a Avenida Profº Roberto Frade Monte, vila Rios; Paróquia São João Batista, no bairro Zequinha Amêndola; Igreja Nossa Senhora de Fátima, localizada na rua Quatro, Centro; Mini basílica Nossa Senhora Aparecida, no bairro Marília; Capela Santos Reis, na avenida Nove; Capela Nossa Senhora das Graças, bairro Exposição; Paróquia Santa Edwiges, na avenida L5, Los Angeles, Entre outras.
Há também uma grande população de evangélicos, desde membros de igrejas protestantes tradicionais, históricas, igrejas pentecostais, e neopentecostais.
Dentre as denominações mais históricas e a cidade possui três igrejas presbiterianas do Brasil e uma congregação, sendo esta a denominação mais antiga da cidade, surgindo em 1924. A cidade ainda tem 6 igrejas batistas: Uma da Convenção Batista Brasileira, a Primeira Igreja Batista de Barretos, três igrejas batistas tradicionais independentes: Igreja Batista Central, Igreja Batista Bíblica e Igreja Batista Ebenézer e outras duas igrejas batistas renovadas: Ministério Batista Nova Dimensão e Igreja Batista Reviver. Os metodistas estão presentes com uma igreja pertencente a Igreja Metodista do Brasil e uma da Igreja Metodista Livre.
Do seguimento pentecostal a cidade conta com aproximadamente 10 Congregações Cristãs do Brasil; conta com dezenas de igrejas da denominação Assembleia de Deus, como Ministério Belém, Ministério Madureira, Ministério Missão, Ministério Fama, Ministério Ferreira, Ministério Brás. Além de outras denominações como: Igreja Pentecostal Deus é amor, Igreja do Evangelho Quadrangular, Igreja Presbiteriana Renovada, Igreja Metodista Wesleyana e Igreja Casa Profética Reino de Deus.
Na linha do neopentecostalismo há diversos ministérios evangélicos de alcance mais nacional como a Igreja Universal do Reino de Deus, Igreja Mundial do Poder de Deus, Igreja Apostólica Plenitude do Trono de Deus, Igreja Internacional da Graça de Deus, Igreja Videira em células; e outras denominações significativas na cidade, só que mais locais como: Igreja Apostólica Ministério Resgate (com sede em Barretos), Comunidade Cristã Vida, Ministério Batista Nova Dimensão, Igreja da Família Cristã em Barretos (Igreja da Família), Casa de Deus, Ministério Semeando Palavra e Poder, Igreja Tempo de Vencer, Mover do Espírito Santo, e Assembléia de Deus Issacar (AD Issacar Church).
Além dessas denominações, Barretos ainda possui três igrejas Adventistas do Sétimo Dia, cinco salões do reino das testemunhas de Jeová, uma Igreja de Jesus Cristo dos Santos dos últimos Dias, os mórmons.
Ainda destaca na cidade o espiritismo, que iniciou por volta de 1906 com a Sociedade Espírita 25 de Dezembro, e com o crescimento das atividades foram surgindo novos centros: União Espírita Fé e Esperança; Sociedade Espírita Amor, Fé e Caridade; Associação Espírita Deus é Luz; Centro Espírita Allan Kardec; Centro Espírita Dr. Aldolfo Bezerra de Menezes; Centro Espírita de Caridade Redentor; Associação Cristã Espírita Obreiros do Bem; Casa Assistencial Espírita Nosso Lar; Centro Espírita Francisco Cândido Xavier; Casa Assistencial Espírita Trabalhadores da Última Hora; Casa Espírita Missionários da Luz; e desenvolvem trabalhos assistenciais tais como o Lar da Criança Legionários de Ismael entre muitos outros.
Barretos ainda conta com outros grupos religiosos como budistas, adeptos da fé Bahá-í, uma Igreja Messiânica Mundial, comunidades da Seicho-no-ie, umbandistas, centros de Candomblé; e ainda uma mesquita muçulmana fundada em 1976, a segunda do estado de São Paulo, para acolher imigrantes árabes, sírios, libaneses, e outros grupos de imigrantes muçulmanos, nos minaretes são realizadas atualmente as chamadas para as orações (azan) cinco vezes ao dia.